# Kislev
Kislev är den nionde månaden i den judiska kalendern.
Den har 29 eller 30 dagar och infaller i november-december enligt den gregorianska kalendern. Den 25:e Kislev firas tempelinvigningsfesten till minne av återinvigningen av Jerusalems tempel år 165 f.Kr.